# Nischni Bestjach
Nischni Bestjach (russisch Нижний Бестях, jakutisch Аллараа Бэстээх) ist eine Siedlung städtischen Typs am Ostufer der Lena in der russischen Teilrepublik Sacha.
Nischni Bestjach hat 3518 Einwohner (Stand 14. Oktober 2010), ist seit 2007 Verwaltungssitz des Ulus Megino-Kangalasski und befindet sich an der Fernstraße M56 „Lena“/„Kolyma“. Eine Bahnstrecke nach Nischni Bestjach, die Amur-Jakutische Magistrale, die bis auf weiteres hier endet, wurde im November 2011 vollendet. Der Personenverkehr wurde im Juli 2019 aufgenommen. Am gegenüberliegenden Ufer der Lena liegt die Hauptstadt von Sacha, Jakutsk. Die Lena hat hier eine Breite von zwei Kilometern, in der Zeit der Schneeschmelze kann sie sich verfünffachen. Jakutsk hat keinen Eisenbahnanschluss, auch existiert hier keine Brücke.
| Jahr | Einwohner |
| ---- | --------- |
| 1979 | 3363      |
| 1989 | 3997      |
| 2002 | 3327      |
| 2010 | 3518      |

Anmerkung: Volkszählungsdaten